# Arthur Dee
Pour les articles homonymes, voir Dee.
Arthur Dee (13 juillet 1579 – septembre 1651), fils de John Dee, médecin de Charles Ier d'Angleterre, a aussi écrit sur la philosophie hermétique.